# Simone da Firenze
Simone da Firenze est un peintre florentin de la Renaissance. Il est notamment l'auteur de la Madone de Brando, commandée en 1500 par le couvent franciscain de Brando, en Haute-Corse.